# Johan Ludvig Runeberg
Johan Ludvig Runeberg (Pietarsaari, 1804. február 5. – Porvoo, 1877. május 6.) finnországi svéd romantikus költő, újságíró, tanár. Finnország nemzeti költője, a finn himnusz szövegének szerzője, a nagy nemzeti ébredési mozgalom vezéralakja. Fontos szerepe volt a finnországi lutheránus énekeskönyv (Virsikirja) megújításában, amelynek új kiadásához maga is számos szöveget írt.

## Élete
Svéd nyelvű családban született Pietarsaariban, a Botteni-öböl partján; édesapja, Lorens Ulrik Runeberg hajóskapitány volt. Gyermekkorában sokat betegeskedett; csak négy éves korában tanult meg járni. Nyolc éves korában nagybátyjához küldték Ouluba, hogy ott járjon iskolába. 1814-ben azonban nagybátyja elhunyt, így a fiút 1815–1822 között Vaasa városában tanult, és óraadással tartotta fenn magát. Utána a Turkui Királyi Akadémián folytatta tanulmányait, ahol elsősorban a klasszikus nyelveket, a latint és ógörögöt tanulmányozta, mellette 1822–1826 között házitanítóként dolgozott. Barátságot kötött Johan Vilhelm Snellmannal és Zacharias Topeliusszal, de baráti köréhez tartoztak Johan Jakob Nervander és Elias Lönnrot is. 1827-ben elnyerte a bölcsészet doktora címet.
Jakob Tengström püspöknél házitanítóskodva ismerte meg Fredrika Tengströmöt, akit 1830-ban feleségül vett. Nyolc gyermekük született; a legidősebb fiú, Walter Runeberg szobrászként szerzett hírnevet.
1830-tól a helsinki Királyi Akadémia tanáraként dolgozott. 1831–1836 között a általa és kollégái által alapított svéd tannyelvű Helsingfors Líceum tanára volt, ezzel párhuzamosan 1832–1836 között a ’’Helsingfors Morgonblad’’ című újságot szerkesztette. Az 1830-as években Elias Lönnrottal és Johann Vilhem Snellmannal a nemzeti kultúra előretörését célzó Lauantai Seura (Szombat Társaság) kulcsfigurája volt.
1837-től Porvooban élt, ahol a helyi gimnáziumban latint és görögöt tanított, és a ’’Borgå Tidning’’ számára írt cikkeket.
1863-ban agyvérzést kapott, ezzel alkotói pályája megszakadt, élete hátralevő részét ágyban fekvő betegként töltötte. Temetésén az országgyűlés összes tagja megjelent.

## Munkássága
Műveit svéd nyelven írta; a finn nyelvű nemzeti irodalom csak a 19. század második felében bontakozott ki. A Fänrik Ståls Sägner (Stål zászlós történetei) című, 1848 és 1860 között írt verskötetét, amelyet az 1808–1809-ben lezajlott orosz–svéd háború ihletett, a Kalevala mellett a legnagyobb finn eposznak tartják. A kötet első verse, a Vårt land (Hazánk) című, utóbb finn nemzeti himnusszá vált; finn fordítását Paavo Cajander készítette el 1869-ben. A vers, amelyen Vörösmarty Mihály Szózat-ának hatása mutatható ki, dicséri a haza szépségét, és összekapcsolja a haza és nemzet sorsát. Eredetileg az 500. évfordulóját ünneplő Porvoo város számára készült, és maga Runeberg írt hozzá dallamot, himnusszá azonban Fredrik Pacius zenéjével vált. Az 1880-as és az 1920-as években több próbálkozás történt finn nyelvű nemzeti himnusz elfogadására, de ezek a viták az 1930-as évek végére lekerültek a napirendről.
Számos költeményének tárgya a finn falusi élet. Ezek közül a legismertebb az 1830-ban megjelent Bonden Paavo (Paavo gazda), melynek hőse egy szegény parasztgazda, aki rendületlenül bízik a gondviselésben a rossz termés éveiben is, és aki megtestesíti a finn sisu (elszántság, kitartás) fogalmát. Az irodalmi alak ismertsége hozzájárult ahhoz, hogy a második világháború veszteségeit követően a politikusok és a publicisták Paavo gazda szellemét hívták segítségül a nemzeti egység megteremtéséhez, az újjáépítéshez.
Életművének fontos szerepe volt a finn nemzeti tudat és patriotizmus kialakításában; egy kritikusa szerint „a második világháború végéig megteremtette az alapot a kevéssel megelégedő, szívós, életét lelkesen a hazáért áldozó finn katonahősről alkotott felfogáshoz.”
Több műfordítása jelent meg, különösen a szerb népköltészetből, de lefordította Kazinczy Ferenc és Kisfaludy Sándor néhány művét is.
Runeberg mintegy hatvan énekkel szerepel a finn evangélikus énekeskönyvben; Van örök kincsünk illetve Mily boldog, aki Jézusban című költeményei a Magyarországi Evangélikus Egyház énekeskönyvében is megtalálhatóak.
Magyar nyelven 1985-ben az Európa Könyvkiadó adta ki ’’Hanna’’ című elbeszélő költeményét Szathmáry Lajos fordításában. Versei megtalálhatóak a következő antológiákban: Győri Vilmos: Svéd költőkből (1882), Skandináv költők antológiája (1967), Képes Géza: Finn versek és dalok (1969).

### Művei
- Dikter, összegyűjtött kisebb költemények (3 kötet, 1830-43)
- Elgskyttarne (1826)
- Hanna (Helsingfors, 1836)
- Nadeschda (1841), elbeszélés
- Julqvällen (1841), idill;
- Kung Fjalar (Fjala király, 1844), románc-ciklus
- Fänrik Stjells Sägner (Stål zászlós történetei, 1. rész 1848, 2. rész 1860), hazafias balladák
- Smärre Berättelser (1854)
- Kan ej (Nem lehet, 1862), vígjáték
- Kungarne pjel Salamis (A salamisi királyok, 1863), antik formájú tragédia.[5][21]

1965 és 2012 között Svédországban összesen 129 kötete jelent meg.

### Magyarul
- Hanna; ford. Szathmáry Lajos; Európa, Bp., 1985

## Díjai, kitüntetései
1831-ben elnyerte a Svéd Akadémia aranyérmét ’’Grafven i Perho’’ című költeményével. Kitüntették a svéd Észak Csillaga renddel, illetve a dán Dannebrog-renddel is.

## Emlékezete

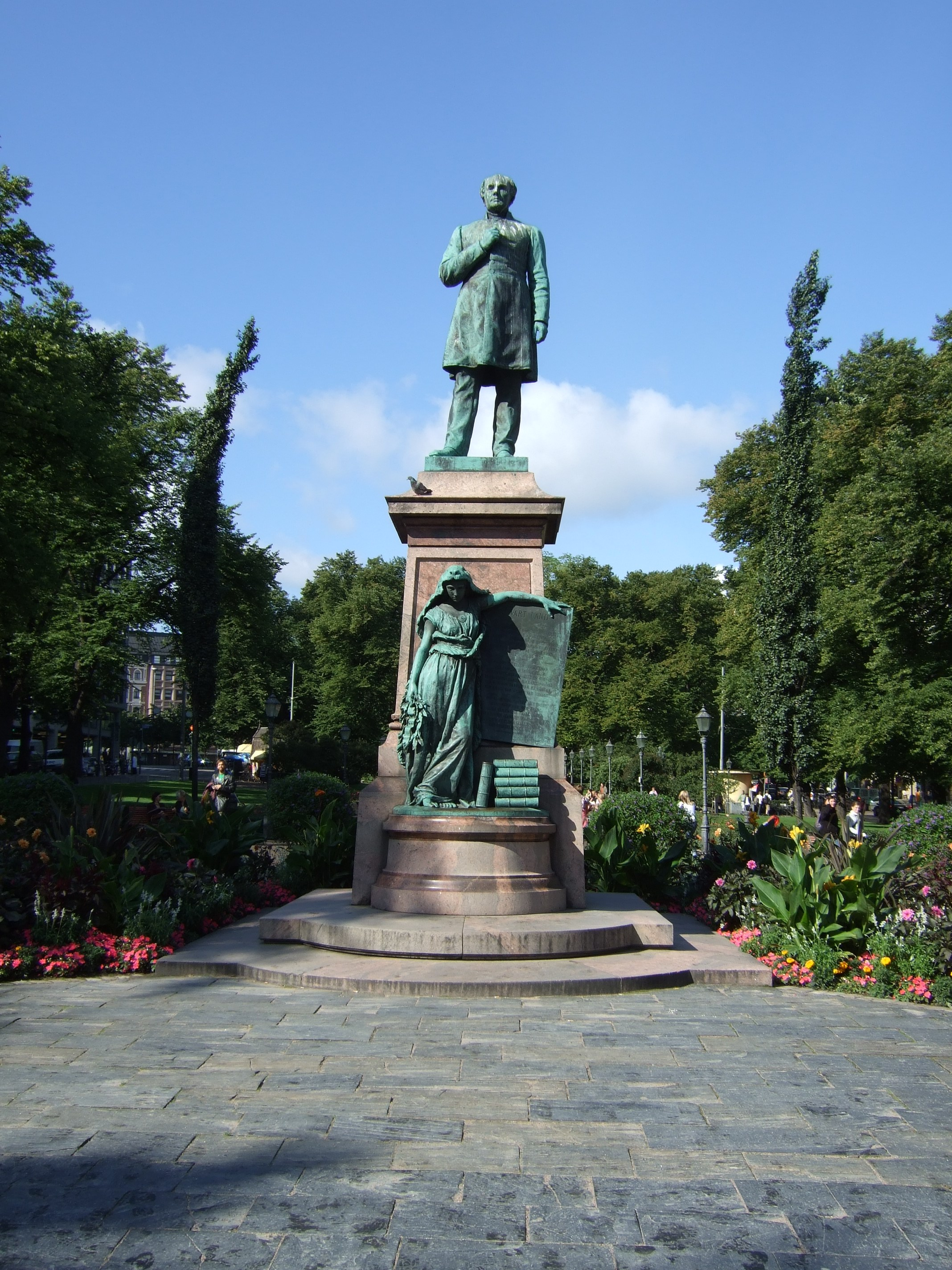
Szobra Helsinkiben

Születésnapját Runeberg-nap (Runebergin päivä) néven évente megünneplik Finnországban. A Runeberg tortának nevezett mandulás sütemény január kezdetétől február 5-éig kapható a boltokban.
Fia, Walter Runeberg által készített, 1885-ben felavatott szobra Helsinki szívében, az Esplanadin található.
Születésének 100. évfordulójára Eino Leino írt verset.
Runeberg szerepel azon a 10 eurós emlékérme előoldalán, amelyet 2004-ben a költő születésének 200. évfordulója tiszteletére adtak ki. Az érme hátlapján a svéd nyelvű Helsingfors Tidningar egy 1831-es számát ábrázolja.
Az ő nevét viseli a Project Gutenberg mintájára létrehozott Project Runeberg, amely a skandináv történelem és kultúra szempontjából fontos művek digitális archívuma.
1987-ben alapították a Runeberg irodalmi díjat, amelyet minden évben a költő születésnapján osztanak ki.

## Fordítás
- Ez a szócikk részben vagy egészben  a    Johan Ludvig Runeberg című angol Wikipédia-szócikk ezen változatának fordításán alapul.  Az eredeti cikk szerkesztőit annak laptörténete sorolja fel. Ez a jelzés csupán a megfogalmazás eredetét és a szerzői jogokat jelzi, nem szolgál a cikkben szereplő információk forrásmegjelöléseként.